# Халитова (деревня)
Халитова — деревня в Аргаяшском районе Челябинской области. Входит в состав Яраткуловского сельского поселения.
Рядом находится озеро Аргази. Ближайшие населённые пункты — деревни Яраткулова, Биккулова и Южный Горняк.

## Население
| 2002 | 2010 |
| ---- | ---- |
| 211  | ↗214 |

## Улицы
В деревне 3 улицы:
1. ул. Аргазинская
2. ул. Озёрная
3. ул. Степная